# مارک گاور
مارک گاور (انگلیسی: Mark Gower؛ زادهٔ ۵ اکتبر ۱۹۷۸) یک بازیکن فوتبال اهل بریتانیا است. 